# Carl Holst
Carl Holst (født 29. april 1970 i Rødding) R. er en dansk skolelærer, politiker og tidligere medlem af Folketinget for Venstre. Han var i perioden 28. juni – 29. september 2015 forsvarsminister og minister for nordisk samarbejde i Venstres mindretalsregering. Efter en række uheldige sager, heriblandt om Carl Holsts eftervederlag og mistanke om særlig rådgiver Christian Ingemann Nielsens rolle under Carl Holsts valgkamp i 2015, valgte Carl Holst at trække sig fra sine ministerposter.
Den 25. november 2015 søgte Carl Holst orlov fra Folketinget, og fra marts 2016 til juni 2019 var han tilbage i arbejdet som folketingsmedlem.
Carl Holst er i dag direktør og særlig rådgiver i Public Affairs- og kommunikationsvirksomheden Influenter.

## Baggrund
Carl Holst er søn af tidligere MF Peter Holst. Peter Holst var landsformand for Venstres Ungdom og blev valgt til Folketinget i 1973. Senere blev Peter Holst medlem af Sønderjyllands Amtsråd og borgmester i Rødding.
Carl Holst er født og opvokset i Rødding, har gået på Rødding Skole og efterfølgende på Skibelund Efterskole.
Ligesom sin far er Carl Holst også uddannet skolelærer. Carl Holst er uddannet fra lærerseminariet, Haderslev Statsseminarium, i 1996.
Carl Holst var skolelærer ved Povlsbjerg Skole i Vojens (1996 - 2000), og fra 2004-2012 var Carl Holst formand for Team Danmarks bestyrelse.

## Politisk karriere
I 1993 og to år frem var Carl Holst landsformand for Venstres Ungdom. Fra 1993 til 2007 var han medlem af Sønderjyllands Amtsråd for Venstre, og blev 1. juli 2000 amtsborgmester i Sønderjyllands Amt. Fra 1. januar 2007 og indtil 22. juni 2015 var han regionsrådsformand i Region Syddanmark. Ved regionsrådsvalget i 2013 fik Carl Holst godt 94.000 personlige stemmer i Region Syddanmark.
I august 2014 blev Carl Holst valgt som Venstres folketingskandidat i Esbjerg Omegnskredsen og var dermed på valg til folketingsvalget 2015. I juni 2015, forud for folketingsvalget samme måned, meddelte Carl Holst, at han ville stoppe som formand for regionsrådet, uanset udfaldet af dette folketingsvalg.
Ved folketingsvalget den 18. juni 2015 blev han valgt ind i Folketinget på et kredsmandat i Sydjyllands Storkreds. Ti dage senere blev han præsenteret som ny forsvarsminister og minister for nordisk samarbejde i en ren venstreregering anført af Lars Løkke Rasmussen. Dog måtte han efter en række skandaler frasige sig ministerposten kun 93 dage senere (den 29. september 2015).
Den 25. november 2015 meddelte Carl Holst, at han ville søge orlov fra Folketinget for at få ro til sin familie og sig selv. I marts 2016 genoptog han arbejdet som folketingsmedlem, nu som socialordfører samt kirkeordfører.
Den 27. maj 2015 blev han Ridder af Dannebrog.
I 2018 meddelte Holst, at han ikke agtede at genopstille ved folketingsvalget i 2019.

## Kontroverser
Carl Holst har flere gange været i medierne med negativ omtale. I juli 2015 afslørede Vejle Amts Folkeblad, at han fik "dobbeltløn", eftersom han modtog eftervederlag fra Region Syddanmark i forbindelse med sin tidligere stilling som regionrådsformand.
I slutningen af august 2015 blev Holst kritiseret af to organisationer for Forsvarets ansatte, som var utilfreds med, at Carl Holst havde prioriteret sin ferie højere end at få løst en akut krise om flyene, som skulle deltage i missionen mod Islamisk Stat i Syrien.
I august 2015 blev Holst også kritiseret for sin udtalelse om Irak-krigen: "Nogen mener, at vi aldrig får afdækket, hvorfor vi gik i krig. Jo, det gør man. Vi gik i krig, fordi der var masseødelæggelsesvåben. Den begrundelse var forkert. Slut.", hvilket fik den socialdemokratiske politiker og senere forsvarsminister Trine Bramsen til at kalde Holsts forklaring for modsigende: "Der er ikke overensstemmelse i det, han har sagt om grundlaget for Irak-krigen, og det Anders Fogh Rasmussen sagde, da han var statsminister.".
Den 11. september blev Holst i flere medier beskyldt for at have misbrugt offentlige midler i sin valgkamp. Konkret skulle Holst have brugt sin personlige assistent, Christian Ingemann Nielsen, der var ansat til at varetage kommunikationsopgaver for regionen, til at føre valgkamp. Ifølge flere medier skulle Ingemann angiveligt have arbejdet som personlig rådgiver under valgkampen for Holst og blandt andet have besvaret og sendt beskeder fra og til journalister. Holst selv har nægtet, at Christian Ingemann Nielsen har bistået ham i hans valgkamp, og siger selv at han kun har løst opgaver for ham, der havde relevans for regionsarbejdet. Flere danske medier har fremlagt dokumentation på, at Christian Ingemann Nielsen har løst opgaver i forbindelse med valgkamp for Holst. Dokumentationen dækker blandt andet over flere e-mails og sms'er, og disse viser, at Christian Ingemann Nielsen blandt andet har bistået ved at sende læserbreve til JydskeVestkysten, assisteret i forbindelse med forberedelse af radioudsendelser på DR syd og svaret på henvendelse fra en journalist fra Radio24syv omkring spørgsmål under valgkampen, som journalisten gerne ville stille Carl Holst.
Carl Holst blev dog frikendt for alle anklager i 2017 og slap dermed for en straffesag.
Den 25. september viste en rundspørge udført af Epinion, at et flertal af vælgerne mente, at Holst skulle træde tilbage som følge af skandalerne. Den 29. september blev det annonceret, at Holst trak sig som forsvarsminister efter 93 dage, som følge af de mange skandalesager.